# Ferdinando Spinola
Il Serenissimo Ferdinando Spinola (Genova, 1692 – Genova, 1778) fu marchese di Arquata Scrivia e il 172º doge della Repubblica di Genova.

## Biografia

Stemma nobiliare degli Spinola

Nato probabilmente a Genova intorno al 1692, dal padre Gherardo Spinola, del ramo di Luccoli, ereditò il feudo e il titolo di marchese di Arquata Scrivia. E nel proprio possedimento feudale trascorse buona parte della sua vita quando, dopo l'improvvisa morte del doge in carica Giovanni Battista Cambiaso, avvenuta il 23 dicembre 1772, il Gran Consiglio scelse la sua figura nell'elezione del 7 gennaio 1773 quale nuova guida della Repubblica di Genova.
Una nomina che sin da subito il marchese Ferdinando Spinola non accettò adducendo, in prima istanza, motivazioni legate alla sua avanzata anzianità e il precario stato di salute e, inoltre, appellandosi ad una legge che di fatto vietava ai feudatari di altri prìncipi l'elezione a doge di Genova; il marchesato di Arquata Scrivia, infatti, dipendeva dalla corona d'Asburgo e lo Spinola, in quanto marchese, ne rappresentava l'imperatore in loco.
Dovettero passare 12 giorni prima che il Governo e il Senato della Repubblica ufficializzassero l'abdicazione del doge Ferdinando Spinola: il centoventisettesimo in successione biennale e il centosettantaduesimo nella storia repubblicana. Dopo un breve periodo di sede vacante, il 26 gennaio 1773 il Gran Consiglio votò l'elezione del successore Pier Francesco Grimaldi.
Ferdinando Spinola, sposato con Margherita de Carion Nezoz, contessa di Morviel, morì a Genova nel 1778. In mancanza di prole il titolo di marchese di Arquata Scrivia passò al nipote Agostino Spinola.